# کامپکت ام‌پی‌وی

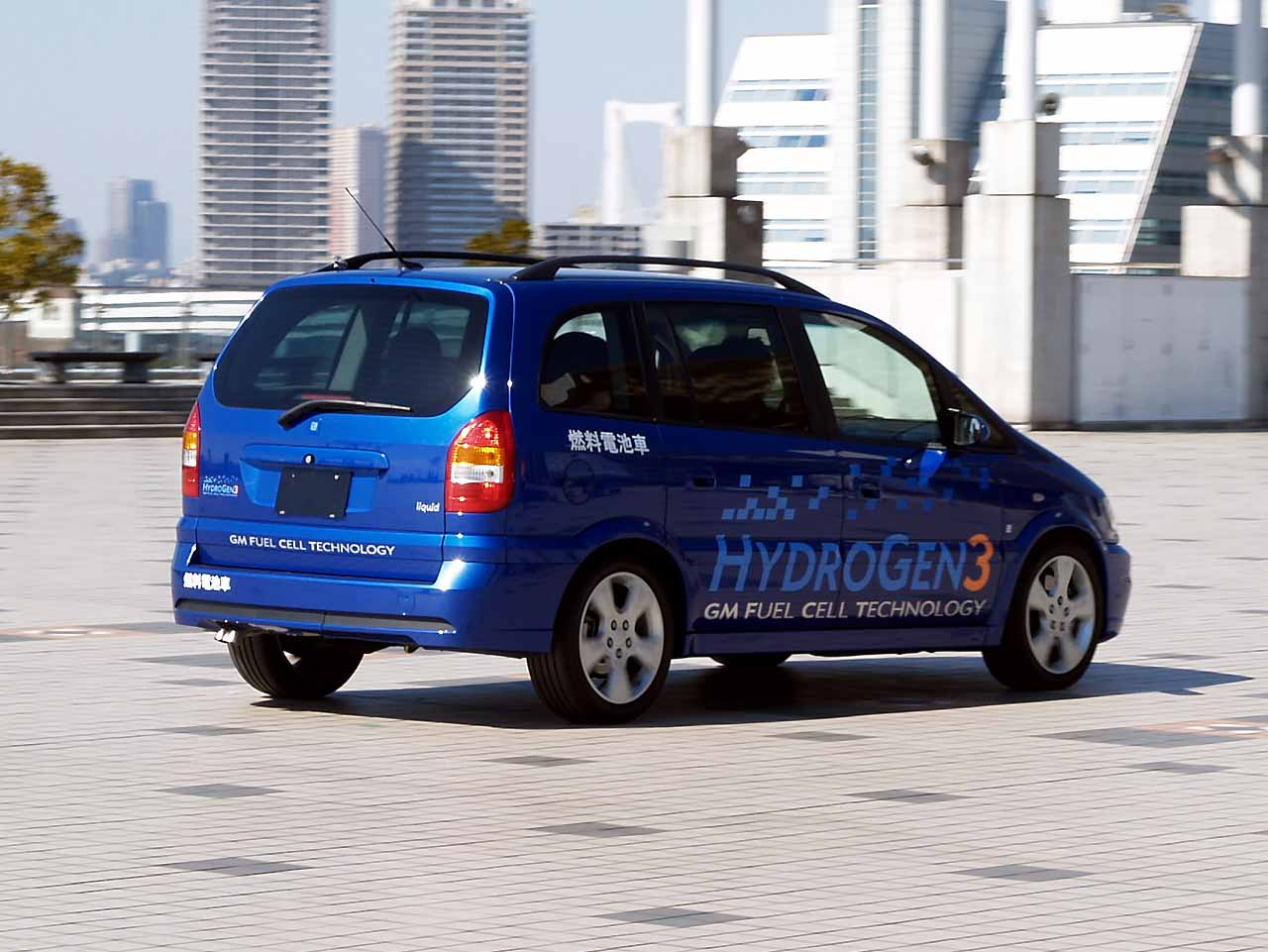
اوپل زفیرا با ۳ ردیف صندلی و ۵ در

کامپکت ام‌پی‌وی (به انگلیسی: Compact MPV) اصطلاحی اروپایی است که کلاس از خودروها را معرفی می‌کند که مابین خودروهای مینی‌ون و مینی ام‌پی‌وی قرار می‌گیرد. این خودرو از لحاظ ابعاد خارجیبدنه شبهات زیادی به رده استیشن واگن‌ها دارد. در ژاپن این گونه از خودرو را واگن فضایی (به ژاپنی: スペースワゴン) نامگذاری کرده‌اند. یکی از وجوه تمایز بین این رده با سایر خودروها را می‌توان در تعداد صندلی‌های آن دانست. تعداد صندلی‌های این خودرو معمولاً ۶ عدد می‌باشد که در ۳ ردیف دوتایی جاسازی می‌شوند.